# Grazend Nederland
Grazend Nederland was een Nederlands televisieprogramma van de NPS dat in 2005 werd uitgezonden en min of meer een vervolg was op het programma De Eetfabriek uit 1997. 
Het programma werd gepresenteerd door kok Pierre Wind, die aan de hand van een bepaald thema de eetgewoonten van Nederlanders, maar vooral ook van Nederlanders van buitenlandse komaf naging. Hij probeerde er achter te komen of in Nederland nog steeds een traditioneel bord vol aardappels, groente en vlees werd gegeten of dat de smaak veranderd was. De intro was een tekenfilmpje van een loeiende koe in de weide. 
De thema's die zijn behandeld zijn onder andere efficiënt omgaan met voedsel, eten en erotiek, gewicht, varkenswangen en pauwenborsten en vies eten. Ook kwam er wekelijks een deskundige aan het woord.
Een vast terugkerend item was de dialoog tussen Pierre en zijn denkbeeldige eeneiige tweelingbroer waarbij ze elkaar volledig tegenspraken.